# Osečka
Osečka es una localidad de Croacia en la ciudad de Ivanec, condado de Varaždin.

## Geografía
Se encuentra a una altitud de 285 m s. n. m. a 71,4 km de la capital nacional, Zagreb.

## Demografía
En el censo 2011, el total de población de la localidad fue de 217 habitantes.
| Gráfica de población de Osečka 1857-2011                            |
|                                                                     |
| Según los censos de población de la oficina estadística de Croacia. |